# تريفور كارسون
تريفور كارسون (مواليد 5 مارس 1988 في كيليلي - إنجلترا) لاعب كرة قدم إنجليزي يلعب حاليا لصالح نادي الدرجة الممتازة سندرلاند الإنجليزي منذ 2004 في مركز حارس مرمى .

## روابط خارجية
- تريفور كارسون على موقع الاتحاد الأوربي (الإنجليزية)
- تريفور كارسون على موقع قاعدة بيانات كرة القدم.إي يو (الإنجليزية)
- تريفور كارسون على موقع ناشيونال فوتبول تيمز (الإنجليزية)
- تريفور كارسون على موقع Soccerbase.com (لاعب) (الإنجليزية)
- تريفور كارسون على موقع Soccerway.com (الإنجليزية)
- تريفور كارسون على موقع كووورة